# Mallex Smith
Mallex Lydell Smith (Tallahassee, 6 maggio 1993) è un giocatore di baseball statunitense, esterno centro per i Toronto Blue Jays della Major League Baseball.

## Carriera

### Inizi e Minor League (MiLB)
Smith frequentò la James S. Rickards High School a Tallahassee, sua città natale, e da lì venne selezionato per la prima volta, nel 13º turno del draft MLB 2011, dai Milwaukee Brewers. Scelse di non firmare e si iscrisse al Santa Fe Community College di Gainsville, venendo selezionato nel quinto turno del draft MLB 2012, dai San Diego Padres, che lo impiegarono durante la stagione nella classe Rookie e nella classe A-breve.
Nel 2013 giocò nella classe A, mentre nel 2014 venne impiegato, oltre che nella classe A, anche nella classe A-avanzata.
Il 19 dicembre 2014, i Padres scambiarono Smith, Max Fried, Dustin Peterson e Jace Peterson con gli Atlanta Braves per Justin Upton e il giocatore di minor league Aaron Northcraft.
Nel 2015 militò nella Doppia-A fino a giugno, quando venne promosso nella Tripla-A, classe in cui cominciò anche la stagione 2016.

### Major League (MLB)
Smith debuttò nella MLB l'11 aprile 2016, al Nationals Park di Washington contro i Washington Nationals, realizzando la prima valida e subendo una strikeout. Lasciò la partita nel 4° inning poiché durante un tentativo di rubata, il suo elmetto gli lacerò la fronte. Il 13 aprile mise a segno la sua prima base rubata sempre contro i Nationals.
Il 17 aprile batté il suo primo punto battuto a casa, mentre il 3 maggio realizzò il suo primo fuoricampo, contro i Mets.
Il 20 giugno, Smith venne colpito da un lancio di Antonio Bastardo dei Mets, che gli fratturò il pollice e lo costrinse a concludere la stagione in anticipo. Concluse la stagione con 72 partite disputate nella MLB e 8 nella minor league, di cui 5 nella Doppia-A e 3 nella Tripla-A.
Durante la pausa stagione giocò nella Liga Mexicana del Pacífico, venendo svincolato in ottobre.
L'11 gennaio 2017, i Braves scambiarono Smith, assieme a Shae Simmons, con i Seattle Mariners in cambio di Luiz Gohara e del giocatore di minor league Thomas Burrows. Nello stesso giorno i Mariners lo scambiarono, assieme a Ryan Yarbrough e al giocatore di minor league Carlos Vargas, con i Tampa Bay Rays per Drew Smyly. Terminò la stagione con 81 partite giocate nella MLB e 47 nella minor league, di cui 45 nella Tripla-A e 2 nella classe A-avanzata.
Concluse la stagione 2018 come capoclassifica della American League per numero di tripli realizzati (dietro Ketel Marte della NL e a pari merito con Yolmer Sánchez) e al secondo posto per numero di basi rubate (dietro Whit Merrifield, e Trea Turner della NL).
L'8 novembre 2018, i Rays scambiarono Smith e Jake Fraley con i Seattle Mariners per Guillermo Heredia, Mike Zunino e il giocatore di minor league Michael Plassmeyer.
Saltò la partita inaugurale della stagione 2019, svoltasi in Giappone, a causa di un infortunio al braccio destro. Riuscì tuttavia a essere disponibile per la prima partita disputata negli Stati Uniti il 28 marzo. Finì la stagione come capoclassifica dell'AL, e dell'intera MLB, in basi rubate. Divcnne free agent al termine della stagione 2020.
Il 4 novembre 2020, Smith firmò un contratto di minor league con i New York Mets. Venne svincolato il 28 maggio, senza aver preso parte ad alcuna partita con la franchigia.
Il 18 giugno 2021, Smith firmò un contratto di minor league con i Cincinnati Reds.
Il 14 agosto 2021, i Reds scambiarono Smith con i Toronto Blue Jays. Chiuse la stagione con 35 partite disputate nella minor league, di cui 29 nella Tripla-A. Il 29 novembre 2021, Smith rinnovò con i Blue Jays con un contratto di minor league.

## Palmares
- Capoclassifica dell'AL in basi rubate: 1

2019